# (183964) 2004 DJ71
(183964) 2004 DJ71, também escrito como (183964) 2004 DJ71, é um corpo menor localizado no disco disperso, uma região do Sistema Solar. Este objeto está em uma ressonância orbital de 03:07 com o planeta Netuno. O mesmo possui uma magnitude absoluta de 7,4 e tem um diâmetro com cerca de 146 km.

## Descoberta
(183964) 2004 DJ71 foi descoberto no dia 26 de fevereiro de 2004 pelo astrônomo Marc W. Buie.

## Órbita
A órbita de (183964) 2004 DJ71 tem uma excentricidade de 0,390 e possui um semieixo maior de 53,644 UA. O seu periélio leva o mesmo a uma distância de 32,740 UA em relação ao Sol e seu afélio a 74,548 UA.